# Yargı
Yargı ist eine türkische Fernsehserie, die von Ay Yapım produziert wurde.

## Inhalt
Die Serie beginnt mit dem Aufeinandertreffen von Ilgaz, einem angesehenen Staatsanwalt, und Ceylin, einer ehrgeizigen jungen Anwältin. Ihre Wege kreuzen sich durch einen mysteriösen Mordfall, der sie dazu zwingt, widerwillig zusammenzuarbeiten. Gemeinsam begeben sie sich auf die Suche nach der Wahrheit.

## Produktion
Die Serie wurde Ay Yapım produziert. Regie führten Ali Bilgin und Beste Sultan Kasapoğulları. Das Drehbuch schrieb Sema Ergenekon und die Musik komponierte Toygar Işıklı. Die Serie wurde vom 19. September 2021 bis zum 26. Mai 2024 auf dem Sender Kanal D ausgestrahlt und umfasst insgesamt 95 Episoden in drei Staffeln. 2023 wurde die Serie bei den 51. International Emmy Awards in New York City zur besten Telenovela gekürt.
In Griechenland wurde eine Adaption unter dem Titel Pagidevmenoi (Παγιδευμένοι) ausgestrahlt.